# Москитовобережный креольский язык
Креольский язык Москитового берега или никарагуанский креольский английский — креольский язык на основе английского языка, на котором говорят в прибрежном никарагуанском регионе Москитовый берег; около 40 000 его носителей проживают в регионах Атлантико-Норте и Атлантико-Сур в Никарагуа.
Креольский язык мискито практически идентичен белизскому креольскому языку и, следовательно, взаимопонятен с ним, а также сохраняет высокую степень понятности со другими центральноамериканскими английскими креольскими языками. Иногда его также классифицируют как диалект ямайского патуа, но эта классификация оспаривается.
На никарагуанском креольском английском языке в качестве основного родного языка говорят всего 35 000-50 000 креолов, никарагуанских гарифуна и некоторых мискито. Он быстро заменяется испанским.

## География
Носителями креольского языка побережья Мискито в основном являются лица африканского, индейского и европейского происхождения, проживающие в городах и на прибрежных островах Москитового берега. Большая чатсь носителей языка сосредоточена вокруг Блуфилдс, а меньшая часть — в Пуэрто-Кабесас, Принсапольке, Билви, Перл-Лагун, на прибрежных островах Корн, а также в других небольших поселениях в обоих регионах. Блуфилдс — столица Южно-Карибского автономного региона, где большую часть населения составляют испаноговорящие никарагуанцы с Тихоокеанского побережья.
Большинство носителей креольского языка проживает вдоль берегов крупных рек и лагун, окружающих этот район. Внутри страны на этом языке говорят в «горнодобывающем треугольнике», который охватывает Сиуну, Бонанзу и Роситу на реке Принцаполка. На побережье Тихого океана небольшое количество носителей языка проживает в Коринто, Пуэрто-Сандино и столице Никарагуа Манагуа. Меньшая часть носителей проживает в крупных городах вдоль северного побережья Карибского моря, а также в других соседних странах Центральной Америки.
Креольский язык Рама-Кей — это разновидность языка, на котором говорит народность Рама на острове Рама-Кей в лагуне Блуфилдс.
| Расположение     | Количество говорящих |
| ---------------- | -------------------- |
| Блуфилдс         | 11,258               |
| Острова Маис     | 3,030                |
| Жемчужная Лагуна | 1,285                |
| Пуэрто-Кабесас   | 1,733                |
| Другие районы    | 8,417                |
| Общий            | 25,723               |

## История
Ещё начиная с 1640 году корбали с африканскими рабами терпели кораблекрушения на Берегу Москито, что положило начало взаимодействию африканцев с местным населением мискито.

### XVII-XIX века
Предки современных креолов прибыли на никарагуанское побережье Карибского моря из Африки в период с XVII по конец XVIII века, спасаясь бегством с потерпевших крушение кораблей, перевозивших рабов. Беглецы отправились в джунгли и вскоре наладили отношения с местными индейскими племенами и вступили в смешанные браки. Побережье официально было британским протекторатом с 1740 по 1787 год в соответствии с Договором о дружбе и союзе с королевством Мискито и оставалось под британским влиянием до конца XIX века.
Пока они были здесь, африканцы обновили и преобразовали свою культуру и черты, взяв элементы своей африканской культуры и смешав их с европейской культурой вместе с местными индейскими племенами, которые создали новую культуру. В 1787 году британцы отказались от своих притязаний на побережье Москито в соответствии с договором. Сбежавшие или брошенные рабы создали в Блуфилдсе свои собственные африканские общины. Многие беглые рабы с других островов также приезжали в этот район. Великобритания подписала Договор Манагуа, по которому часть территории передавалась местным жителям и разрешалось самоуправление. Это позволило африканским общинам расти и процветать. Их культура окрепла после того, как они обрели экономический, политический и социальный контроль над Москитным Берегом. Люди в общинах начали называть себя креолами.
В середине XIX века на побережье в качестве рабочих стали привозить больше рабочих, говоривших на английском или креольском языках, в основном с Ямайки. Однако после формальной аннексии Королевства Мискито Никарагуа в 1894 году в этот регион начало мигрировать все большее число испаноговорящих людей.

### XX и XXI века
Конституция Никарагуа 1987 года разделила департаменту Селайя на два автономных региона. Автономный статус позволил продвигать и развивать языки Карибского побережья, и в 1992 году уже велось образование на английском и испанском языках, а также на языках коренных народов.
К концу 20 века побережье стало более интегрированным в экономическом и социальном плане. Креольское население теперь стало меньшинством в тех областях, где оно ранее преобладало. Многие креолы сейчас говорят в основном на испанском наряду с креольском языках и считают себя исключительно никарагуанцами.